# Ken George
Kenneth "Ken" J. George o Ken George és un oceanògraf, lingüista i poeta britànic resident al sud-oest de Cornualla. És conegut principalment per ser el creador del Kernewek Kemmyn, un sistema de pronunciació del còrnic que intenta ser més fidel al còrnic mitjà que el seu precursor, el còrnic unificat de Robert Morton Nance. El Kernewek Kemmyn esdevingué molt popular després de la seva publicació, a finals de 1980, malgrat les crítiques de Nicholas Williams i altres acadèmics.
Ha publicat diversos diccionaris, obres de lingüística, poesía, i una edició de la peça còrnica medieval Bewnans Ke, publicada pel Kesva an Taves Kernewek en maig de 2006. George va rebre una encomana pel seu treball en els premis Holyer an Gof de 2007. Ha traduït al còrnic nombrosos himnes i cançons, així com la lletra de Die Zauberflöte. Ha compost nombroses peces en còrnic, inclosa el Flogholeth Krist, en l'estil de la peça clàssica còrnida Ordinalia.
Ingressà al Gorseth Kernow el 1979, amb el nom bàrdic Profus an Mortyd (en català: predictor de marees). Aquest nom reflecteix la seva activitat com a investigador oceanògraf. També representa al Gorseth Kernow com a membre del comitè del Kesva an Taves Kernewek, cos promotor de la llengua còrnica.
A més a més de còrnic, parla bretó, anglès i francès.